# Bistum Fano-Fossombrone-Cagli-Pergola
Das Bistum Fano-Fossombrone-Cagli-Pergola (lat.: Dioecesis Fanensis-Forosemproniensis-Calliensis-Pergulana, ital.: Diocesi di Fano-Fossombrone-Cagli-Pergola) ist eine in Italien gelegene römisch-katholische Diözese mit Sitz in Fano.

## Geschichte

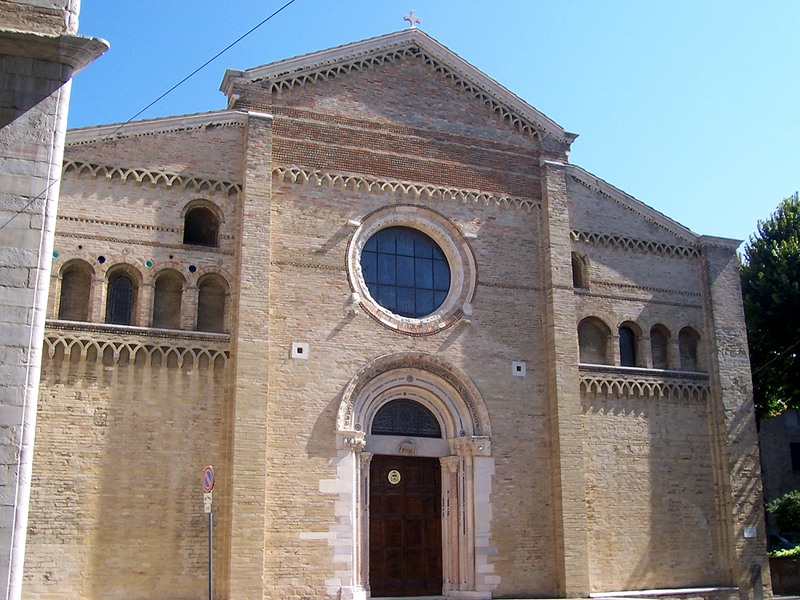
Dom Santa Maria Assunta in Fano

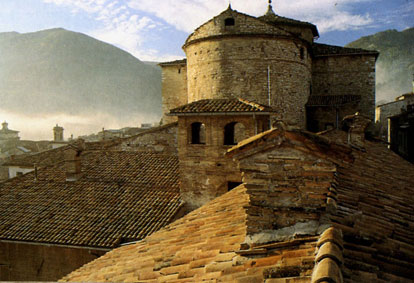
Konkathedrale Santa Maria Assunta in Cagli

Im 1. Jahrhundert wurde das Bistum Fano errichtet und dem Erzbistum Ravenna als Suffraganbistum unterstellt. Im Jahre 1568 wurde das Bistum Fano dem Heiligen Stuhl direkt unterstellt.
Am 30. September 1986 wurden dem Bistum Fano durch die Kongregation für die Bischöfe mit dem Dekret Instantibus votis die Bistümer Cagli und Pergola und Fossombrone angegliedert. Das Bistum Fano-Fossombrone-Cagli-Pergola wurde am 2. März 2000 dem Erzbistum Pesaro als Suffraganbistum unterstellt.